# Жиль Тонеллі
Жиль Тонеллі (27 листопада 1957) — державним діяч Монако. Він є урядовим радником з питань зовнішніх відносин та співпраці з 23 лютого 2015 року.

## Життєпис
Народився 27 листопада 1957 року Він закінчив Спеціальну школу громадських робіт, будівництва та промисловості (ESTP Париж), та отримав ступінь магістра за спеціальністю «математика» Університету Ніцці Софія Антиполіс.
У 1993—1999 рр. — Жиль Тонеллі був виконавчим директором Департаменту громадських робіт і соціальними справ князівства Монако.
У 1999—2000 рр. — Генеральний контролер витрат.
З 2000 року — генеральний секретар Міністерства закордонних справ Монако.
У 2005 році його запросили до уряду Монако, де він послідовно працював консультантом з питань обладнання, навколишнього середовища та містобудування, фінансів та економіки.
У 2011 році — він став послом Монако в трьох країнах Бенілюксу, а також очолив місію до Європейського Союзу.
23 лютого 2015 року він був призначений урядовим радником з питань зовнішніх відносин та співробітництва, державний міністр
З 16 грудня 2015 по 1 лютого 2016 рр. — очолював уряд на посаді виконувача обов'язків державного міністра, поки його не змінив Серж Тель.